# Stazione di Palestro
La stazione di Palestro è una fermata ferroviaria posta sulla linea Vercelli-Pavia. Serve il centro abitato di Palestro.

## Storia
In passato era presente un binario di raddoppio successivamente eliminato con il conseguente declassamento dell'impianto da stazione a semplice fermata.